# Guttenberg (Oberfranken)
Guttenberg er en kommune i Landkreis Kulmbach, Regierungsbezirk Oberfranken i den tyske delstat Bayern. Dene er en del af Verwaltungsgemeinschaft Untersteinach. Med kun knap 600 indbyggere, er det den mindste selvstændige kommune i Oberfranken.

## Geografi
Guttenberg ligger i den sydøstlige ende af Naturparks Frankenwald.

### Inddeling
Ud over Guttenberg, er der i kommunen disse landsbyer og bebyggelser
| - Breitenreuth - Buch - Eeg - Kaltenstauden - Maierhof - Messengrund | - Möhrenreuth - Neuenwirtshaus - Pfaffenreuth - Streichenreuth - Torkel - Torschenknock - Vogtendorf |

## Historie
Kommunens historie er knyttet til adelsfamilien Guttenberg. Guttenberg er nævnt første gang i 1148. Heinrich von Plassenberg byggede 1315 den lokale Burg Guttenberg, som han opkaldte sine efterkommere efter. Borgene Alt- og Neuguttenberg blev ødelagt i 1523 af deet Schwabiske Forbund , men blev genopbygget. Området blev besat af Bayern i 1802, men overgivet til Preußen i 1804; efter Freden i Tilsit 1807 kom den i fransk besiddelse og blev endelig i 1810 en del af Bayern igen.